# Prosopocoilus buddha javanensis
Prosopocoilus buddha javanensis es una especie de coleóptero de la familia Lucanidae.

## Distribución geográfica
Habita en Java (Indonesia).